# Павлов, Тимофей Павлович
Тимофей Павлович Павлов (12 [24] июня 1860, Санкт-Петербург — 21 июля 1932, Ленинград) — русский и советский дерматовенеролог, профессор (1898). Основатель школы дермато-венерологов.

## Биография
Родился 12 (24) июня 1860 года в Санкт-Петербурге. В 1885 году окончил петербургскую Военно-медицинскую академию. Работал ординатором под руководством С. П. Боткина. В 1888 году защитил докторскую диссертацию о сернокислом спартенине как сердечном и мочегонном средстве. Стажировался в городской Барачной больнице, в клиниках П. Унны в Гамбурге, М. Капоши и И. Неманна в Вене. В 1889 году стал старшим ординатором Калинкинской больницы. С 1898 по 1924 год заведовал кафедрой кожных и венерических болезней Военно-медицинской академии.
В 1901—1903 годах был первым заведующим кафедры кожных и венерических заболеваний Петербургского женского медицинского института. В том же году стал председателем Русского сифилидологического и дерматологического общества и был избран член-корреспондентом Французского дерматологического общества.
С 1920 по 1926 год заведовал кафедрой кожных и венерических болезней Ленинградского института усовершенствования врачей.
Опубликовал 35 научных работ, включая 2 учебных пособия. Работы Павлова посвящены преимущественно общей патологии сифилиса. Изучал вопросы лечения сифилиса сальварсаном, эффективность физиотерапии и рентгенотерапии кожных болезней. В работах по выяснению патогенеза и этиологии кожных заболеваний был приверженцем идей нервизма С. П. Боткина. Представителями дерматологической школы профессора Павлова были В. В. Иванов, П. С. Григорьев, С. Т. Павлов.
Скончался 21 июля 1932 года в Ленинграде. Похоронен 23 июля 1932 года в Ленинграде на Новодевичьем кладбище.
Был женат с 26 сентября 1890 года на Евдокии Максимовне Петровской.